# Team (Bresh)
Team è un singolo del rapper italiano Bresh, pubblicato il 31 gennaio 2020 come terzo estratto dal primo album in studio Che io mi aiuti.

## Descrizione
Il brano ha visto la partecipazione del rapper genovese Vaz Tè. La produzione è stata curata da Shune.

## Tracce
1. Team (feat. Vaz Tè) – 2:35